# 基诺族
基诺族是中国的56个民族之一，于1979年6月被中华人民共和国政府正式确认為中国第56个民族。基诺为自称，民国時期之前汉译其为攸乐，意思为“尊敬舅舅的民族”，为云南地区特有民族，2000年人口普查时共有人口20,899人，而根据2020年第六次全国人口普查的统计，基诺族人口数为26025人。该族主要聚居于西双版纳州景洪市基诺山基诺族乡。
基诺一称来自其主要聚集区基诺山，清地理志称此山为攸乐山，故清档中多以攸乐人为其称谓。

## 历史
民族意识上，他们以为自己是诸葛亮伐南中孟獲的軍人后人。
有关基诺人最早的记录为明末清初，因基诺山地区盛产普洱茶故在此时有大量汉地商人来往，并借此向推广了相并的农业生产式艺。
清雍正七年，中央曾在此筑有砖城，屯兵500，但后因瘅气甚恶故而裁撤，此后该地区以土司制度，设有攸乐土司后因该地区的傣族土司用武力对合合并统治。民国时期设有保甲长但多以傣人为头目，故该地区有发生以基诺人为首的多民族暴动，后以车里县县长撤职查办，并免3年税赋收局。

## 人口分布
主要分布于云南省西双版纳州景洪市基诺山基诺族乡，其余分布毗邻地区。

### 各地基诺族人口分布
| 地区       | 总人口        | 基诺族 | 占基诺族 人口比例（%） | 占地区 少数民族 人口比例（%） | 占地区 人口比例（%） |
| 合计       | 1,245,110,826 | 20,899 | 100                    | 0.12546                       | 0.01061              |
| 31省份合计 | 1,242,612,226 | 20,899 | 100.00                 | 0.01986                       | 0.00168              |
| 西南地区   | 193,085,172   | 20,770 | 99.38                  | 0.05762                       | 0.01076              |
| 华东地区   | 358,849,244   | 46     | 0.22                   | 0.00184                       | 0.00001              |
| 中南地区   | 350,658,477   | 37     | 0.18                   | 0.00013                       | 0.00001              |
| 东北地区   | 104,864,179   | 22     | 0.11                   | 0.00020                       | 0.00002              |
| 华北地区   | 145,896,933   | 19     | 0.09                   | 0.00022                       | 0.00001              |
| 西北地区   | 89,258,221    | 5      | 0.02                   | 0.00003                       | 0.00001              |
| 云南       | 42,360,089    | 20,685 | 98.98                  | 0.14609                       | 0.04883              |
| 四川       | 82,348,296    | 48     | 0.23                   | 0.00117                       | 0.00006              |
| 重庆       | 30,512,763    | 31     | 0.15                   | 0.00157                       | 0.00010              |
| 吉林       | 26,802,191    | 21     | 0.10                   | 0.00086                       | 0.00008              |
| 山东       | 89,971,789    | 17     | 0.08                   | 0.00269                       | 0.00002              |
| 广东       | 85,225,007    | 17     | 0.08                   | 0.00134                       | 0.00002              |
| 湖南       | 63,274,173    | 13     | 0.06                   | 0.00020                       | 0.00002              |
| 江苏       | 73,043,577    | 9      | 0.043                  | 0.00346                       | 0.00001              |
| 上海       | 16,407,734    | 7      | 0.03                   | 0.00674                       | 0.00004              |
| 北京       | 13,569,194    | 6      | 0.03                   | 0.00102                       | 0.00004              |
| 贵州       | 35,247,695    | 6      | 0.03                   | 0.00004                       | 0.00002              |
| 浙江       | 45,930,651    | 5      | 0.02                   | 0.00126                       | 0.00001              |
| 广西       | 43,854,538    | 5      | 0.024                  | 0.00003                       | 0.00001              |
| 天津       | 9,848,731     | 4      | 0.02                   | 0.00150                       | 0.00004              |
| 河北       | 66,684,419    | 4      | 0.02                   | 0.00014                       | 0.00001              |
| 山西       | 32,471,242    | 4      | 0.02                   | 0.00388                       | 0.00001              |
| 福建       | 34,097,947    | 4      | 0.02                   | 0.00069                       | 0.00001              |
| 安徽       | 58,999,948    | 3      | 0.01                   | 0.00075                       | 0.00001              |
| 青海       | 4,822,963     | 3      | 0.01                   | 0.00014                       | 0.00006              |
| 内蒙       | 23,323,347    | 1      | 0.00                   | 0.00002                       | 0.00000              |
| 黑龙江     | 36,237,576    | 1      | 0.00                   | 0.00006                       | 0.00000              |
| 江西       | 40,397,598    | 1      | 0.00                   | 0.00080                       | 0.00000              |
| 河南       | 91,236,854    | 1      | 0.00                   | 0.00009                       | 0.00000              |
| 湖北       | 59,508,870    | 1      | 0.00                   | 0.00004                       | 0.00000              |
| 陕西       | 35,365,072    | 1      | 0.00                   | 0.00057                       | 0.00000              |
| 甘肃       | 25,124,282    | 1      | 0.00                   | 0.00005                       | 0.00000              |
| 辽宁       | 41,824,412    |        |                        |                               |                      |
| 海南       | 7,559,035     |        |                        |                               |                      |
| 西藏       | 2,616,329     |        |                        |                               |                      |
| 宁夏       | 5,486,393     |        |                        |                               |                      |
| 新疆       | 18,459,511    |        |                        |                               |                      |
| 现役军人   | 2,498,600     |        |                        |                               |                      |

## 文化
基诺人，多以经营打铁、竹篾编织、纺织、酿酒、木工等为主要劳动，同该地区其它民族一乐爱歌舞，所以相对多的保留有丰富的神话传说、故事和诗歌。比较广的有两部《玛黑和玛妞》、《女始祖尧白》均为其的创世神话*（分另为：创人的兄妹成婚，与尧白造天地，撒茶）。
此外还有：《宝刀和竹笛》、《猴子和人》、《大姐和四妹》等。
基诺人还有丰富的叙事歌、山歌、贺新房歌、哄娃娃歌、儿歌等，使用的主要乐器有口弦、毕吐鲁、洞箫、二胡、七柯(用7个竹筒组成，有7个音阶)、塞吐(大鼓)、硭和钹等。
此外由于该地区有丰富的竹林故，其对竹子的加工工艺也是十分的优秀。

### 语言文字
基诺语，属汉藏语系藏缅语族彝语支，没有本民族文字，过去多靠刻木记事。

### 宗教信仰
基诺族为自然神崇拜，阿匹额额为其主神崇拜，并以为创世神。

## 传统习俗

### 服饰
基诺族男女皆自小戴大耳环，耳环眼很大，认为耳环眼的大小，代表着勤劳与否。基诺族男子的裤子宽大，白色无领外衣；女子挽发高髻，头上戴三角形尖帽，身上背麻布袋，在白背心上刺有各种图案，外着无领长袖外衣，下穿黑色红边的合缝裙子。基诺族喜欢穿自织的带有蓝红黑色纹的土布。

### 饮食
日食三餐，主食为大米。
会在大山的小溪附近找到螃蟹, 做包烧蟹和舂螃蟹. 

### 婚丧
婚俗：
基諾族是婚戀觀較為自由的少數民族，其傳統婚戀，一般都要經過「巴漂」「巴寶」和「巴卓」三個階段，即秘密交往，公開愛情關係，同居，舉行婚禮，正式成親。基諾族婚前的社交活動不受任何約束，婚前生子也不受歧視，可隨母親在大家庭中生活。
基諾族村寨內，一般都設有一幢稱為「尼高卓」的公房。每當夜幕降臨以後，未婚青年大多集中在「尼高卓」內，男青年彈弦子，女青年吹口弦，自由談笑，唱歌取樂。
有情有意的男女，常成雙成對地聚在一起，時彈時唱，交流感情，基諾青年以花約會，由姑娘採來鮮花，主動送給自己中意的男子表白愛情，傳遞夜間單獨幽會的邀請。小伙子以戴花表示有意，以不戴花表示拒絕。一對有情有意的青年，往往在夜裡找個僻靜之地，傾訴衷情，這個階段稱為「巴漂」，即是秘密幽會的階段。
經過一段時間的幽會，雙方都覺得情投意合，便互贈定情物，公開愛情關係，進入「三部曲」中的「巴寶」，即是正式交往階段。
男青年往往深夜登樓，與女友同宿，雄雞打鳴即下樓離去。女方父母發覺也不干涉，任其發展。情人同居的時間，依各自的家庭經濟情況而定。經濟條件好的人家，在同居一段時間後便應舉行婚禮，在男方的大長房內占有一個火塘，享有一個小家庭的權利；經濟困難，無法舉行婚禮者，可一直同居到有條件時再舉行婚禮，而正式成婚即稱為「巴卓」。
喪俗：
基諾族實行獨木棺土葬。若寨子中有人去世，全村的男子就上山砍棵大樹，取其中一段，剖成兩半，挖空中間，入殮後兩半蓋起來。棺材上繞3道白線（有的男性死者是用生前曾相好過又不能結婚的女友編給的花邊）。人去世後，親人為其穿好衣服，一隻手放一個雞蛋，眼睛上放兩塊銀子，  基諾族隨葬品有生前穿的衣服，筒帕、生產工具。如是老人，還要放把扇子，一條毛巾，意為讓他路上煽涼擦汗。然後用白布蓋上，順火塘的方向停放在客房。在屍體的上方房梁上掛兩塊白色砍刀布，一直垂到屍體上，這是死者結婚時，新娘用一天一夜織成送給新郎的，死者的兒子每人掛一個新筒帕在白布旁，每過幾小時，查看筒帕，裏邊有谷殼一類的東西，預示有好收成；若有一兩根獸毛，象征會打到大野獸，若有篾屑，預示做篾活順手，如什麽也沒有，便是不利的象征。
入殮時，要跳“花臉”和“竹竿舞”，由5個男子跳，花臉代表鬼要吃屍體，竹竿舞表示用竹竿驅鬼。出殯時要灑米、打槍，以驅跑鬼神。出殯隊伍前面是抬著各種顏色和白布人形長幡的人。據說人死後到蘇季左米（鬼居住的地方），路上有9個岔口，3道關，彩色幡是送給各道關的禮物，人形幡是送給“傑卓”官（傑卓是基諾族遷到基諾山後最先定居的地方）。出殯時準備好6個裝肉菜的竹筒和一個裝苦子湯的竹筒，苦子湯放在寨邊，獻給寨子神鬼，其餘6個帶到墳地，獻給各道關的官。送殯當天，要請親朋用餐，親朋送一碗菜飯，一斤酒，有的老人還送雞蛋，並用白線在死者家屬手腕上繞3圈，男左女右，意為拴住他們的魂，不要跟著死者走。
基诺族村寨都有公共墓地，墓坑挖約一米多深，坑挖好後要用樹葉在坑裏掃幾下，不然，挖坑者會得病。入殯時，當即敲死一條狗，放在棺材上一齊埋，據說狗可以在陰間給鬼魂帶路，墳上不設墓碑而是用草排和篾笆蓋間房子，叫墳墓棚。
墓棚周圍插上塗過狗血的尖竹樁。據說這是讓一種會吃屍體的野人誤認為屍體已被吃掉了。送殯的親朋返回死者家中，要拖把草覆蓋腳印，防止陰魂跟到家。到房前，人群分兩邊，繞房一周，進了屋要用水沖洗手腳。親人每天早晚要到墓前獻飯兩次，13天為一輪。少則獻幾個月，多則要獻1至2年。
基诺族的公共墓地是按宗姓划分墓區的。因為墓地範圍很小，而且不得任意擴大。
據說擴大墓地等於增大鬼的地域，會對活人不利，因此，有新死的人沒有位置埋葬時，就會把墓地內最早下葬的亡者屍骨挖出,搗毀抛撒於山野，好讓新屍入葬。

### 节日
| 日期                     | 中文名         |
| 由长老定（多在农历腊月） | 特毛且（过年） |
| ------------------------ | -------------- |